# Draco supriatnai
Espèce
Draco supriatnai est une espèce de sauriens de la famille des Agamidae.

## Répartition
Cette espèce est endémique des îles Togian à Sulawesi en Indonésie.

## Description
Les mâles mesurent jusqu'à 72 mm et les femelles jusqu'à 83 mm.

## Étymologie
Cette espèce est nommée en l'honneur de Jatna Supriatna.

## Publication originale
- Mcguire, Brown, Mumpuni, Riyanto & Andayani, 2007 : The flying lizards of the Draco lineatus group (Squamata: Iguania: Agamidae): A taxonomic revision with descriptions of two new species. Herpetological Monographs, vol. 21, no 1, p. 180-213 (texte intégral).